# Zarmas
Cet article concerne le peuple zarma. Pour la langue zarma, voir Zarma.
Les Zarmas sont une population du Sahel, vivant essentiellement au Niger – où ils représentent 28 % de la population –, et d'une façon minoritaire au Nigeria, au Bénin, au Ghana au Burkina Faso et au Soudan. Ils font partie du groupe Songhaï.

## Ethnonymes
Selon les sources et le contexte, on observe de très nombreuses formes : Adzerma, Dierma, Djerma, Djermas, Djermi, Dyabarma, Dyarma, Dyerma, Jerma, Jermas, Saberma, Zabarima, Zabarma, Zabarmawa, Zaberma, Zabermawa, Zabirmawa, Zabrama, Zabrima, Zarbarma, Zarberma, Zarmas, Zerma, Zermas.

## Origine et histoire
Les Zarmas sont des populations Songhaïs émigrées du lac Débo, région du delta intérieur du fleuve Niger entre Mopti et Goundam, dans la marge occidentale de l'empire songhaï Appelé Dirma dans l'historiographie. Leur proximité historique explique notamment le degré élevé de continuité linguistique entre les Zarmas et les Songhaïs de Gao, Tombouctou et Djenné, les similitudes dans la croyance religieuse (basée à l'origine sur des religions animistes, diluées depuis par l'islamisation) et les établissements politiques.
Dès le XVe siècle, les Zarmas ont laissé le secteur du lac Debo pour la région de Gao. Ils ont continué à se déplacer vers le sud au  milieu du XVIe siècle pour s'installer dans l'Anzourou et le Zarmaganda au nord de Niamey. Pour des problèmes politiques et économiques, certains Zarmas se sont déplacés de Zarmaganda durant le XVIIe et le XVIIIe siècle vers les régions de la vallée du Niger au sud de Niamey et dans les plateaux de Fakara et de Zigui au sud-est. À chaque étape, les Zarmas ont rencontré des groupes pionniers, qu'ils ont assimilés : Goole, Kalle, Tchi, Lafar, et Sabir, de nos jours ces noms sont restés des appellations claniques. Les sous-ethnies Haoussa  notamment Suje, Goubé ou Goubawa, Mawri ou Arawa, Mogobiri ou Gobirawa se sont installées par vagues migratoires ou commerciales et se sont mixées avec les populations zarma mais ont conservé leurs cicatrices rituelles (scarifications).
Le début du XIXe siècle est marqué par des résistances acharnées contre des invasions touaregs et peuls. C'était d'abord Anzourou et Zarmaganda, qui luttaient contre les Touaregs en 1800. Puis commença le Djihad des Peuls en 1804, alors une classe de guerriers Wongari, émerge en partie des Zarmas du Dallol Bosso, et lutte avec acharnement durant une cinquantaine d'années : Dawda Bongaran, Issa Korombé et leurs alliés font la guerre contre les Peuls envahisseurs. Entre 1849 et 1856, c'est la période de l'apogée des Peuls sur le Zarmatarey, puis la situation s’inverse entre 1856 et 1866 au profit des Zarmas.
Dès lors, les régions de la rive droite du Niger (Gourma), jusqu’aux pays Gurunsi devint une zone de razzia pour les Zarmas. En fait, des princes zarmas comme Babatou, qui font du mercenariat, dans le Dagomba et les pays Gurunsi arrivent à organiser une base de militaires et un État qui n’arrête pas de croître jusqu'à l’arrivée des colonnes français en septembre 1896.

### Organisation sociale

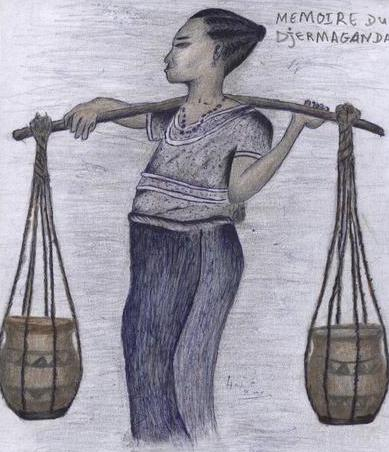
Système de transport des objets lourds par les femmes du Zarmaganda

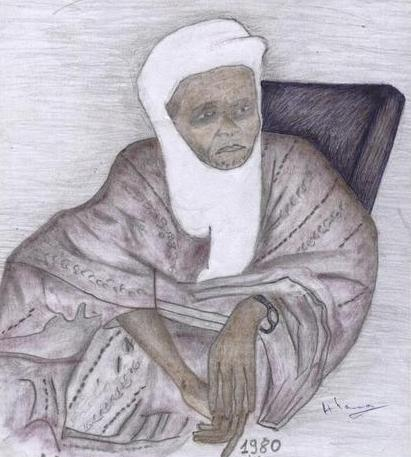
Habillement des aristocrates.

Windi (concession) est l'unité de base sociale chez les Zarmas, collectivité d'homme et femme apparentés par les liens de descendance paternelle, unis sous l'autorité du plus âgé entre eux, le chef de la famille s'appelle Windikoy. Chaque village Zarmas est dirigé par un kwarakoy, chef du  village qui est aussi sous l'autorité d'un bonkoyni ou laabukoy, ce dernier a sous son autorité un pays (ou une principauté).

### Les pays Zarma
Les Zarmas découpent le secteur qu'ils occupent en trois régions principales connues sous des appellations traditionnelles : Boboye, Zarmaganda, et Zarmatarey. Dans ces régions s'organisent plusieurs principautés, leur création remonte aux environs de la fin du XIXe siècle. À la tête de chaque pays se trouve une famille princière (Koyze) qui exerce un pouvoir autonome. La plupart des chefs règnent sous la tutelle de Zarmakoy, dont la plus célèbre est celle de Dosso. On trouve aussi des Gabdakoy, des Kallekoy, des Wonkoy, des Mayaki et des Amirou.

### Les castes
Les systèmes de castes sont très remarquables chez les Zarmas, on y retrouve:
- Burtchini, homme libre, (rois, guerriers, et sujets);
- Djassare, griot généalogiste et historien de la société ;
- Zam, artisan du bois (bûcherons) en contact avec les génies des arbres ;
- Tchakay, tisserand ;
- Gaw, chasseur, en relation avec le double des animaux et les esprits qui les protègent ;
- Sorkho riverains et pecheurs.
- Gunu ou Wanzam, coiffeur (autrefois prêtre des rites virginaux).
- Horso ou domestique, esclave familial.
- Bannye descendant d'esclaves/serfs.

## Croyances
Les Zarmas sont en majorité des musulmans. Les chrétiens Zarmas sont très peu nombreux. Leur pratique de l'islam est mêlée légèrement à la croyance ancestrale Holey,. Ils participent à de divers cultes Holey, dont le plus célèbre est le Yenendi (refroidissement) qui se situe vers la fin de saison chaude, destiné à Cirey de faire venir la pluie dans des conditions favorables aux cultures et à concilier l'humeur de Dongo génie de la foudre. La ville de Kiota où habite le cheikh Aboubacar Hassoumi reste un centre des musulmans de la confrérie Tijaniyya. Cependant des sectes comme le Sohanti (sorcier antagoniste du Tyerkaw ) et le Tyerkaw (sorcier mangeur d'âme) sont très dominants dans cette société.

## Culture

### Musique
La musique des Zarmas est très variée mais, les plus remarquables sont :
- moolo; musique des griots, les historiens de la société. Il récite les hauts faits des ancêtres pendant qu'un musicien l'accompagne d'un kuntiji, guitare monocorde, ou le moolo, une sorte de luth a trois cordes.
- Bitti; la musique sacrée des Zarmas, la musique des danses de possession Foley, Les instruments principaux sont goje (n'jarka où zarka), le violon, et  Gaasu, la calebasse. Les musiciens jouent la musique de l'esprit qu'ils veulent faire venir et le prêtre Zima rappelle les pouvoirs de sa famille.

### La cavalerie de Dosso
Habiles cavaliers de l'époque pré-coloniale, pendant les fêtes les cavaliers du palais de Djermakoy portent leurs costumes de guerre : grand manteau brodé de motifs floraux rouges, jaunes et bleus. Un casque rouge cerclé de bandes métalliques argent, surmonté d'un plumet de plumes d'autruche, noires et blanches. Un grand bouclier en peau d'antilope coloré. Un sabre de fer dont la poignée est en forme de croix, poignard fixé à l'avant-bras gauche. Une lance longue torsadée de tresses rouges, blanches et noires. Le cheval caparaçonné de tissus matelassé en losanges rouges, jaunes et bleus.

## Personnalités Zarma

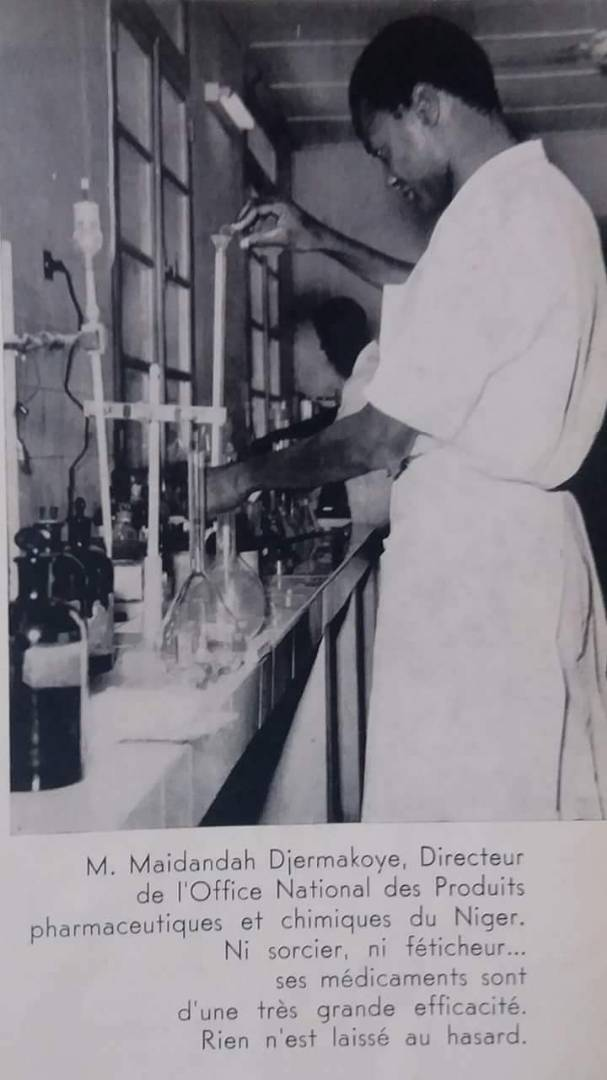
Maidandah Djermakoye

- Zabarkâne, héros et ancêtre légendaire des Zarmas[4] ;

- Mali Béro, héros légendaire et guide de l'exode des Zarmas au XVIe siècle ;
- Issa Korombé le célèbre guerrier de Boboye, chef de la résistance contre les Peuls durant la deuxième moitié du XIXe siècle;
- Mohammed Ibrahim Babatou, (1872-1896) chef des cavaliers aventuriers et mercenaires du nord-ouest du Ghana ;
- Saidou Moussa Djermakoye, lieutenant et premier officier du Niger, vétéran décoré de la guerre 1914-1918 aux côtés des combattants du territoire du Niger pour sa participation aux batailles de Verdun, et du Chemin des Dames.

- Hamani Diori, premier président de la république du Niger (1960-1974) ;
- Seyni Kountché, second président de la république du Niger (1974-1987) ;
- Adamou Moumouni Djermakoye, (1939-2009) membre du conseil militaire suprême (CMS), ministre, des Affaires Etrangères et de la Coopération en 1974, leader politique qui œuvra pour la concorde entre nigériens, mort le 14 juin 2009 lors du meeting du Front pour la défense de la démocratie ;

- Ali Saibou, président de la république du Niger (1989-1993) ;
- Ibrahim Hassane Mayaki, ministre des Affaires étrangères et Premier Ministre du Niger entre 1996 et 1999 ;
- Salou Djibo, président du Conseil suprême pour la restauration de la démocratie à la suite du coup d'État du 18 février 2010[5];
- Oumarou Sidikou, vice-gouverneur de la Banque centrale des États de l'Afrique de l'ouest (BCEAO);
- Oumarou Ide, secrétaire général de l'organisation de l'unité africaine (OUA)[6];
- Maidanda Djermakoye, premier Directeur de l'Office National de Produits Pharmaceutiques et Chimiques[7] et actuel Djermakoye de Dosso, intronisé le 13 octobre 2000.